# Pavia
För andra betydelser, se Pavia (olika betydelser).
Pavia är en stad, kommun och huvudort i provinsen Pavia i sydvästra Lombardiet i norra Italien. Kommunen hade 73 086 invånare (2018).
Floden Ticino rinner genom staden.

## Historia
Pavia har sitt ursprung i den antika staden Ticinum, och spelade tidigt genom sin strategiska plats på stråkvägarna ned genom Italien. Vid Pavia tillfogade kejsar Aurelianus 271 e. Kr. alemannerna ett avgörande nederlag. Efter langobardernas erövring av Italien blev Pavia huvudstad i deras rike. Pavia behöll sin betydelse efter Karl den stores erövring 774 som centrum för det karolingiska väldet i Norditalien och var under Tysk-romerska rikets äldsta tid fortfarande en av Italiens viktigaste städer och kröningsstad för kejsarna. Den ekonomiska rivaliteten med det uppblomstrande Milano ledde 1056 till krig mellan de bägge städerna. Pavia, som sökte stöd hos kejsarna, dukade så småningom under och kom 1360 i familjen Viscontis besittning. Den kom därefter att ingå i den milanska stadsbildningen och dela dess öden. I slaget vid Pavia 24 februari 1525 led Frans I av Frankrike ett förintande nederlag mot Karl V:s av Pescara och Frundsbergs kommenderade här, och blev här tillfångatagen.
På senare tid var Pavia främst en lärdomsstad, universitetet grundades 1300. Här finns ett stort bibliotek, konstsamlingar och en botanisk trädgård. Pavia rymmer flera romanska byggnader från den lombardiska tiden. Bland stadens byggnader märks främst San Michele-kyrkan från 1100-talet. Från 1100-talet stammar även San Pietro in Ciel d'Oro, med ett vackert monument över den helige Augustinus från 1300-talet. Domkyrkan präglas av en ombyggnad i slutet 1400-talet, och från samma tid stammar den 8-kantiga kupolkyrkan Santa Maria Coronata. Viscontifurstarnas slott från slutet av 1300-talet är till stora delar bibehållet. Stadens museum är inrymt i Palazzo Malaspina. 8 kilometer söder om staden ligger klostret Certosa di Pavia.

## Externa länkar

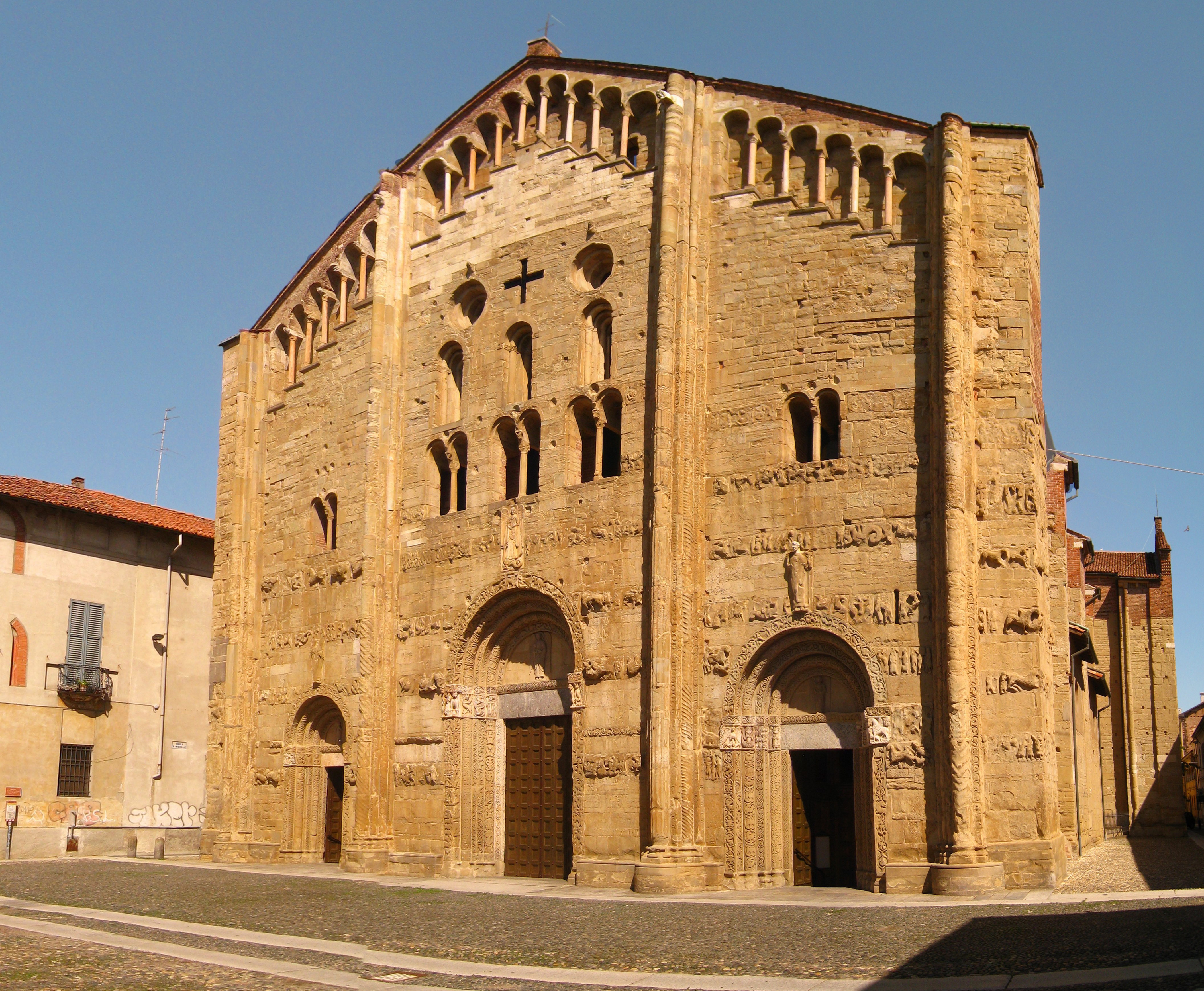
Pavia: den romanska basilikan San Michele Maggiore.